# Kreuzerhöhungskirche zu Wissen

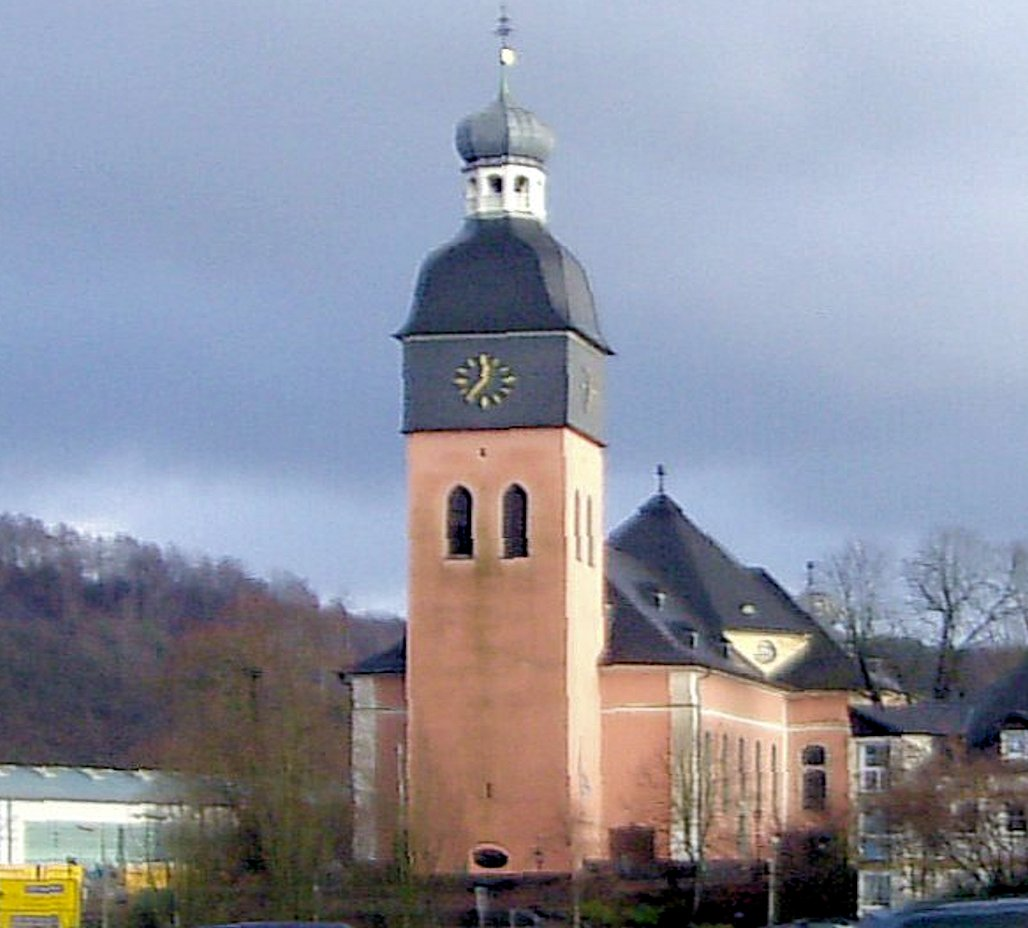
Ansicht von Westen

Die Kreuzerhöhungskirche zu Wissen ist die katholische Pfarrkirche der Pfarrei Wissen im Seelsorgebereich Obere Sieg des Erzbistums Köln. Die in ihren Ursprüngen auf die Zeit um das Jahr 1000 zurückgehende Kirche wurde 1788 durch einen Stadtbrand zerstört, 1804 neu erbaut und erhielt ihr heutiges Aussehen durch eine Erweiterung 1912.

## Geschichte

### Vorgeschichte
Vor der Christianisierung des Gebietes um Wissen war der Standort der Kirche wohl eine heidnische Kultstätte. Nach der Christianisierung um 700 befand sich wahrscheinlich eine Holzkirche an der Stelle der heutigen Kreuzerhöhungskirche.

### Romanischer Bau

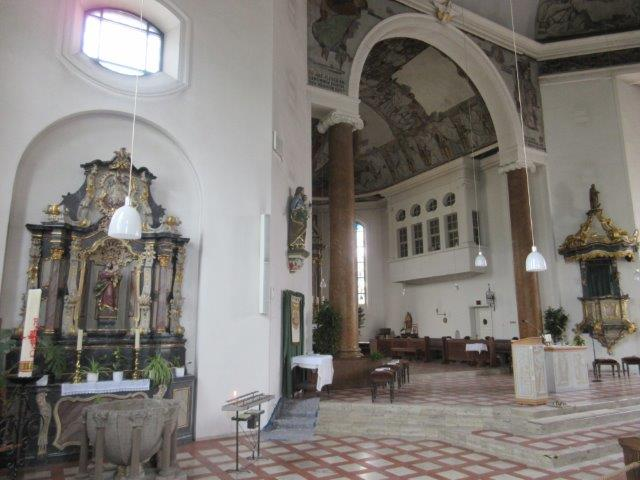
Altarraum mit Taufbecken der Kreuzerhöhungskirche in Wissen.

Eine Steinkirche kann an dem Standort laut Grundstein, dem sogenannten „ANNO DVSNT“-Stein, welcher sich heute in der westlichen Außenwand des Turmes befindet, angeblich ab dem Jahr 1000 nachgewiesen werden. Die Unterlagen, die die Echtheit des Steins nachweisen sollen, wurden beim großen Stadtbrand 1788 zerstört. Ob dieser Stein tatsächlich im Jahr 1000 gesetzt wurde, ist fraglich. Margot Bitterauf-Remy zweifelte die Echtheit 1935 an, da die Schriftform dem 17. Jahrhundert entspricht.
Pfarrer Hausmann beschrieb im Jahre 1707 die Kirche als dreischiffige romanische Pfeilerbasilika, an die ein Beinhaus angebaut war. Restaurierungen der Kirche fanden 1472, 1602 und 1706 statt. Aus der Romanik sind noch der Grundstein, der Turm mit Turmkapelle und das Taufbecken erhalten. Die Kirche wurde durch den Stadtbrand 1788 völlig zerstört und 1804 neu aufgebaut. In den Jahren 1912 bis 1914 kam es zu einer Kirchenerweiterung. Ihr heutiges Aussehen erhielt die Kirche durch eine Renovierung von 1963 bis 1973.

### Neubau
Durch den großen Wissener Stadtbrand 1788 wurde nicht nur ein Großteil der Stadt, sondern auch die Kreuzerhöhungskirche zerstört. Bis zum Beginn des Neubaus 1804 war die Kirche nur bedingt nutzbar. Der Neubau orientierte sich stark an der Lutherkirche in Kirchen (Sieg), heute ist sie noch in ihrem Langhausteil erhalten.
Nachdem der Neubau abgeschlossen war, wurde neues Inventar benötigt, welches aus Geldmangel jedoch nicht neu gekauft, sondern aufgrund der Säkularisation verschiedener Klöster kostengünstig ersteigert wurde.
Der Baumeister Michael Spanner errichtete zwischen 1729 und 1742 den Neubau von Kloster Grafschaft im barocken Stil. In den Jahren 1738 bis 1743 errichtete er auch die neue Klosterkirche; sie erhielt in den Jahren 1744 bis 1757 eine neue Ausstattung, und zwar unter anderem einen Hauptaltar und den Kreuzaltar als Nebenaltar sowie vier weitere Nebenaltäre. Nach der Säkularisation des Klosters 1811 ersteigerte die Pfarrei Wissen den Kreuzaltar und machte ihn zum Hauptaltar der Kreuzerhöhungskirche.
Die Seitenaltäre, die der hl. Maria und dem hl. Joseph geweiht sind, sind nach der Aufhebung der Abtei Marienthal 1827 von der Pfarrei Wissen ersteigert worden. Sie entstanden im Zeitraum von 1758 bis 1765 durch zwei unbekannte Mönche des Klosters Marienthal.
Die Kanzel stammt ebenfalls aus Marienthal und ist im gleichen Entstehungszeitraum wie die Altäre von den gleichen Künstlern geschaffen worden.
Ebenfalls aus Marienthal stammen wahrscheinlich zwei wertvolle barocke Holzplastiken der hl. Katharina und des hl. Nikolaus.

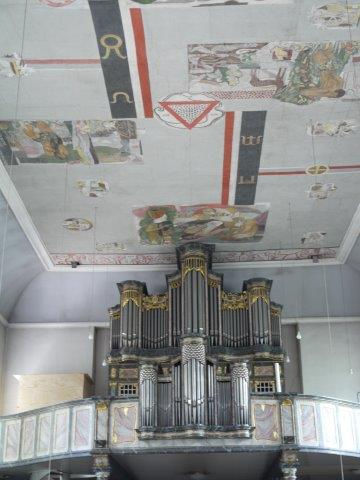
Orgel der Kreuzerhöhungskirche in Wissen mit Hecker Fresken.

Die Orgel der Kreuzerhöhungskirche wurde 1793 von Orgelbauer Johann Christian Kleine für die Kirche des Franziskanerklosters Attendorn erbaut und 1829 durch die Pfarrei Wissen ersteigert. Da die Orgel den Raum jedoch nicht füllte, wurde sie 1848 durch eine Lettnerorgel aus dem Dom zu Wetzlar, die aus dem Jahre 1758 stammt, erweitert.
Der Taufstein ist das älteste Inventarstück der Kirche und wird von einem Deckel bedeckt, der stilistisch mit den anderen Inventarien übereinstimmt.

### Kirchenerweiterung
In den Jahren 1912 bis 1914 wurde aufgrund eines starken Bevölkerungswachstums durch die industrielle Revolution eine Erweiterung der bestehenden Kirche notwendig. Architekt Mathar gab der Kirche ihren kreuzförmigen Grundriss. Im Bewusstsein der barocken Inventarien gestaltete er den Innenraum hell und weiträumig. Die Kuppel über der Vierung wird von einer Eisenkonstruktion gehalten. Der Chor wird durch einen Triumphbogen vom Querhaus abgetrennt. An der Südseite des Chores befindet sich die Fürstenloge der Familie von Hatzfeldt.
Im Außenbereich ließ Mathar den Turm über Glockenstube erhöhen. Der Turm schließt mit einer welschen Haube mit Galerie. Oberhalb der Galerie befindet sich eine Zwiebelhaube.

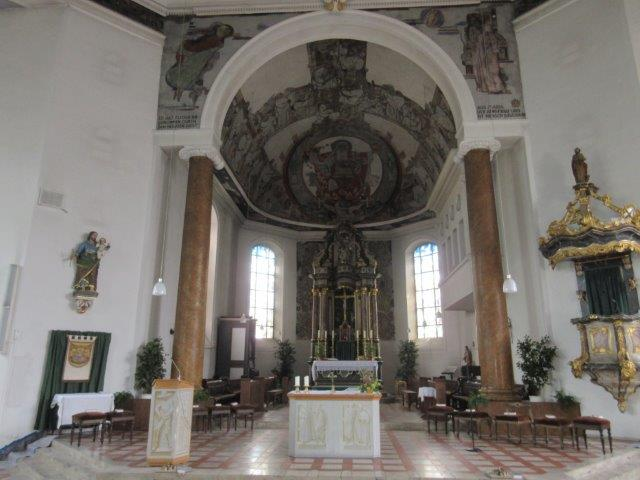
Altarraum der Kreuzerhöhungskirche in Wissen mit Hecker Fresken.

Die Fresken der Kreuzerhöhungskirche wurden von 1928 bis 1931 durch den Freskenmaler Peter Hecker ausgearbeitet und sind heute als sein umfangreichstes und geschlossenstes Werk zu betrachten. Hecker hielt sich konzeptionell an die Architektur Mathars und malte an die Flachdecke im Langhaus Szenen aus der Genesis, auf die Innenseite der Kuppel Szenen aus der Passion Christi und dem Rundgewölbe des Chores Szenen der Verherrlichung Gottes.

### Nachkriegszeit
Während des Zweiten Weltkriegs wurden die Kirchenfenster und das Dach zerstört. Nach dem Krieg wurden die Schäden so weit es ging repariert, wobei die Notfenster erst 1971 ausgetauscht wurden. Peter Hecker restaurierte die beschädigten Fresken 1953 noch selbst. In den Jahren 1963 bis 1973 wurde die Kreuzerhöhungskirche umfassend restauriert. Seit 1999 wird der „ANNO DVSNT“ Stein durch einen Plexiglaskasten vor weiterer Verwitterung geschützt. Ab Mitte 2014 fand eine erneute Sanierung statt.
Die Orgel wurde 1973 von Franz Breil (Dosten) errichtet. Das spätbarocke Gehäuse stammt in Teilen von Vorgängerinstrumenten, ebenso wie ein Teil des Pfeifenmaterials. Das Instrument hat 32 Register (ca. 2340 Pfeifen) auf drei Manualwerken und Pedal. 2012 wurden die beiden Effektregister eingebaut.
| I Rückpositiv C–g3 |              |        |
| 01.                | Hohlflöte    | 8′     |
| 02.                | Fernflöte    | 8′     |
| 03.                | Prinzipal    | 4′     |
| 04.                | Traversflöte | 4′     |
| 05.                | Quinte       | 2 ⁄3′  |
| 06.                | Waldflöte    | 2′     |
| 07.                | Terz         | 1 3⁄5′ |
| 08.                | Scharff III  | 1′     |
| 09.                | Dulzian 0    | 16′    |
| 10.                | Krummhorn    | 8′     |
|                    | Tremulant    |        |

| II Hauptwerk C–g3 |           |        |
| 11.               | Bordun    | 16′    |
| 12.               | Prinzipal | 08′    |
| 13.               | Gedackt 0 | 08′    |
| 14.               | Oktave    | 04′    |
| 15.               | Flöte     | 04′    |
| 16.               | Oktave    | 02′    |
| 17.               | Mixtur IV | 01 ⁄3′ |
| 18.               | Trompete  | 08′    |

| III Schwellwerk C–g3 |             |        |
| 19.                  | Holzgedackt | 08′    |
| 20.                  | Blockflöte  | 04′    |
| 21.                  | Prinzipal   | 02′    |
| 22.                  | Terz        | 01 ⁄3′ |
| 23.                  | Quinte      | 01 ⁄3′ |
| 24.                  | Scharff II  | 01⁄2′  |
| 25.                  | Oboe        | 08′    |
|                      | Tremulant   |        |

| Pedal C–f1 |             |     |
| 26.        | Prinzipal   | 16′ |
| 27.        | Subbass     | 16′ |
| 28.        | Octavbass   | 08′ |
| 29.        | Gedecktbass | 08′ |
| 30.        | Choralbass  | 04′ |
| 31.        | Mixtur V    | 02′ |
| 32.        | Posaune     | 16′ |

- Koppeln: I/II, III/II, I/P, II/P, III/P
- Effektregister: Zimbelstern, Nachtigall

### Patrozinium
Das älteste Siegel, dass das Patrozinium des heiligen Kreuzes abbildet, ist vom 25. Mai 1436. Die Wahl des Patroziniums hängt mit der kirchlichen Aufsicht des Bonner Cassius-Stifts über die katholische Gemeinde in Wissen zusammen. Die dortige Verehrung der heiligen Helena, die laut Überlieferung die Überreste des Kreuzes Christi gefunden haben soll, könnte die damalige Wahl des Patroziniums beeinflusst haben. Aufgrund ihres Patroziniums befinden sich Splitter des heiligen Kreuzes im Besitz der Gemeinde. Es ist nicht anzunehmen, dass die Gemeinde in Wissen je ein anderes Patrozinium gehabt hat.
Der Kreuzerhöhungstag fällt auf den 14. September.

### Brandanschlag
In den frühen Morgenstunden des 10. Februar 2023 wurde in die Kirche eingebrochen. Bänke wurden zusammengerückt und ein Feuer gelegt. Hierbei wurde der barocke Hochaltar aus dem 17. Jahrhundert komplett zerstört sowie Teile der Deckenfresken von Peter Hecker erheblich beschädigt. Außerdem wurde die Hauptorgel durch die große Hitze im Innenraum der Kirche technisch stark beschädigt, so dass sie unbrauchbar ist.
Die genauen Tatumstände der Schändung des Gotteshauses wurden im Rahmen einer Hauptverhandlung wegen schwerer Brandstiftung beim Landgericht Koblenz erörtert und der Täter zu 3 Jahren und 9 Monaten Freiheitsstrafe verurteilt. Der Schaden beträgt nach aktuellen Schätzungen etwa 2 Millionen Euro.